# Luis Manuel Orejuela
Luis Manuel Orejuela García (Cali, 20 agosto 1995) è un calciatore colombiano, difensore del San Paolo.

## Caratteristiche tecniche
È un terzino destro.

## Carriera

### Club
Cresciuto nelle giovanili del Deportivo Cali, ha esordito il 7 agosto 2013 in un match di Copa Colombia pareggiato 1-1 contro l'Unión Magdalena.
Nel 2017 è stato acquistato dagli olandesi dell'Ajax. Ha modo di giocare solo una partita: il secondo tempo di AZ-Ajax 1-2 del 17 dicembre di quell'anno. Il 10 gennaio 2019 passa in prestito al Cruzeiro che lo riscatta nel gennaio 2020.

### Nazionale
Nel 2015 partecipa con la nazionale Under-20 colombiana al Campionato sudamericano disputando 7 match.

## Statistiche

### Presenze e reti nei club
Statistiche aggiornate al 7 luglio 2017.
| Stagione        | Squadra         | Campionato      | Campionato | Campionato | Coppe nazionali | Coppe nazionali | Coppe nazionali | Coppe continentali | Coppe continentali | Coppe continentali | Altre coppe | Altre coppe | Altre coppe | Totale | Totale | Totale |
| Stagione        | Squadra         | Comp            | Pres       | Reti       | Comp            | Pres            | Reti            | Comp               | Pres               | Reti               | Comp        | Pres        | Reti        | Pres   | Reti   |        |
| --------------- | --------------- | --------------- | ---------- | ---------- | --------------- | --------------- | --------------- | ------------------ | ------------------ | ------------------ | ----------- | ----------- | ----------- | ------ | ------ | ------ |
| 2013            | Deportivo Cali  | A               | 0          | 0          | CC              | 1               | 0               |                    | -                  | -                  |             | -           | -           | 1      | 0      |        |
| 2014            | Deportivo Cali  | A               | 1          | 0          | CC              | 1               | 0               |                    | -                  | -                  |             | -           | -           | 2      | 0      |        |
| 2015            | Deportivo Cali  | A               | 4          | 0          | CC              | 2               | 0               |                    | -                  | -                  |             | -           | -           | 6      | 0      |        |
| 2016            | Deportivo Cali  | A               | 24         | 1          | CC              | 4               | 0               | CL                 | 1                  | 0                  |             | -           | -           | 29     | 1      |        |
| 2017            | Deportivo Cali  | A               | 25         | 2          | CC              | 5               | 1               | CS                 | 4                  | 0                  |             | -           | -           | 34     | 3      |        |
| Totale carriera | Totale carriera | Totale carriera | 54         | 3          |                 | 13              | 1               |                    | 5                  | 0                  |             | -           | -           | 72     | 4      |        |

## Palmarès

### Competizioni nazionali
- Súper Liga: 1

Deportivo Cali: 2014
- Campionato colombiano: 1

Deportivo Cali: 2015-I
- Eerste Divisie: 1

Jong Ajax: 2017-2018

### Competizioni statali
- Campionato paulista: 1

San Paolo: 2021